# Asyndetus harbeckii
Asyndetus harbeckii är en tvåvingeart som beskrevs av Van Duzee 1914. Asyndetus harbeckii ingår i släktet Asyndetus och familjen styltflugor. Inga underarter finns listade i Catalogue of Life.